# Sono (Band)
Sono (lat.: ich töne) ist eine 2001 gegründete Band aus Hamburg, bestehend aus Lennart A. Salomon (Gesang, Gitarre), Florian Sikorski (* 1975, † 2025, Keyboard) und Martin Weiland (Keyboard, DJ).
Stilistisch bewegt sich Sono zwischen Pop und Electronica.

## Geschichte

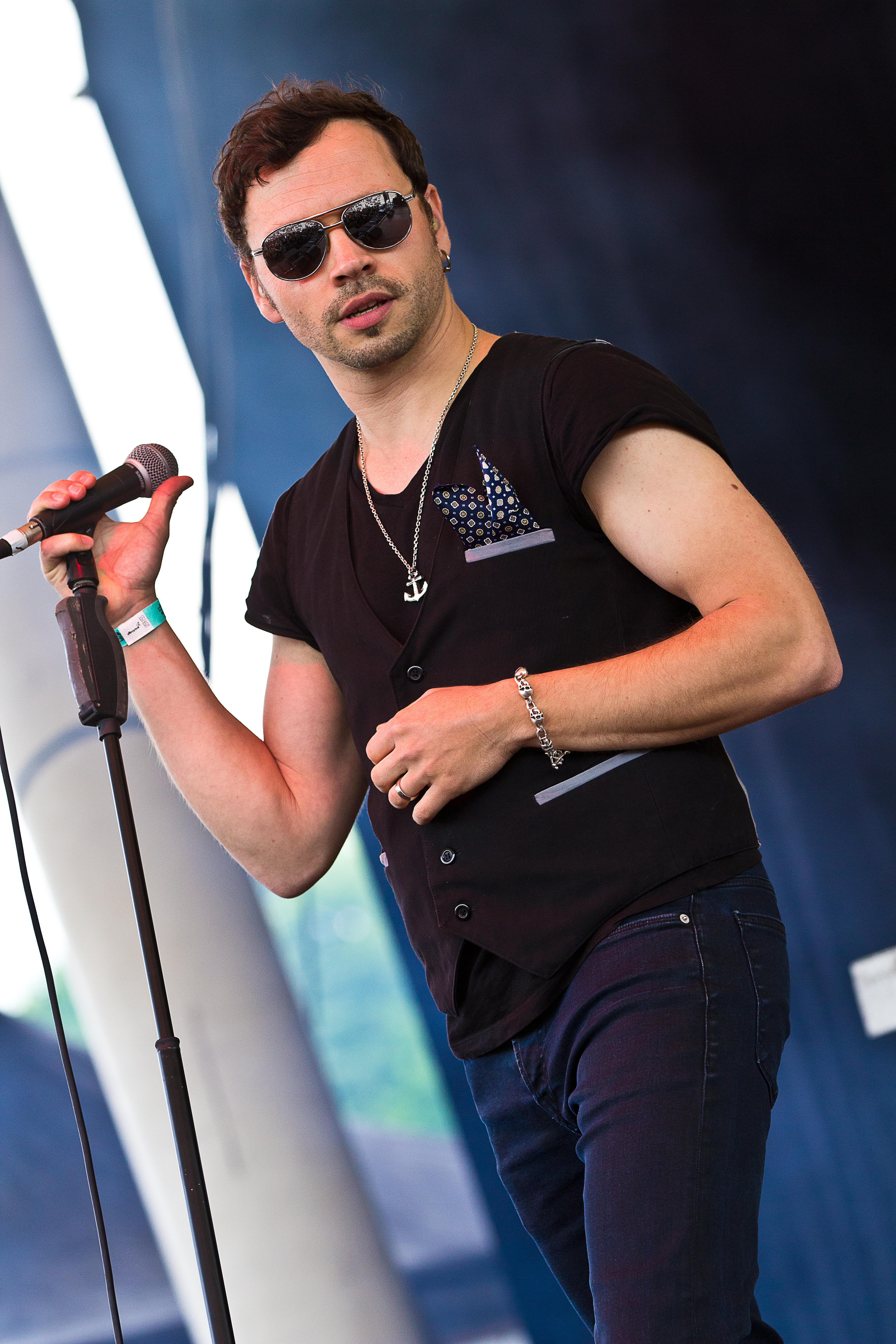
Lennart A. Salomon auf dem Blackfield Festival 2015

Seit 1995 produzierten Sikorski und Weiland gemeinsam elektronische Musik und auch beruflich gingen beide Tätigkeiten innerhalb der Musikbranche nach: Sikorski war Toningenieur und Betreiber des Tonstudios „Maratone Music“, wo beispielsweise Aufnahmen von Madonna, Britney Spears oder Kelly Clarkson abgemischt wurden. Weiland ist in der verwertenden Musikindustrie im Bereich Label und Vertrieb beschäftigt. 
Lennart A. Salomon, ursprünglich Schlagzeuger, Sänger und Gitarrist zahlreicher lokaler Bands im Raum Hamburg, stieß 2001 hinzu, woraufhin Sono gegründet wurde. Er ist als Komponist sowie Musiker tätig und betrieb unter anderem das Funk- und Rock-Bandprojekt Jerobeam.
Außerhalb der Studioarbeit bieten Sono unterschiedliche Live-Konstellationen, angefangen bei DJ-Live-Sequencing-Sets bis hin zu Bühnenshows inklusive mehrköpfiger Rhythmusgruppe.
Keyboarder Florian Sikorski verstarb im März 2025 überraschend, woraufhin die für dasselbe Jahr geplante Tour abgesagt wurde.

## Stil
Musikalisch bewegt sich Sono im weitesten Sinne im Bereich Pop mit starken Einflüssen aus den Stilrichtungen Techno, House und Electro. Diese gewisse musikalische Vielfalt beschert Sono eine beachtliche Fangemeinde, die sich aus unterschiedlichen Szenen zusammensetzt.

## Diskografie

### Alben
- 2002: Solid State (Zeitgeist/Polydor)
- 2005: Live in Cologne (iTunes exklusiv)
- 2005: Off (PIAS)
- 2006: RMXD (PIAS)
- 2007: Panoramic View (PIAS)
- 2009: Plus (Kontor Records)
- 2016: Backyard Opera (Kontor Records)
- 2018: Human (Sono Music)
- 2020: 20 Years – The Singles 2000-2020
- 2023: In the Haze (Kondor Records)
- 2025: Lost Lovers Motel (Sono Music)

### Singles
- 2001: Keep Control (Fuel/Warner)
- 2002: Blame (Zeitgeist/Polydor)
- 2002: 2000 Guns (Zeitgeist/Polydor)
- 2002: Since You're Gone (Zeitgeist/Polydor)
- 2003: Heading For (Zeitgeist/Polydor)
- 2005: A New Cage (PIAS)
- 2006: Whatever (PIAS)
- 2006: Keep Control / Blame RMXD (PIAS)
- 2007: All Those City Lights (PIAS)
- 2009: Keep Control Plus (Kontor Records)
- 2009: Better (Kontor Records)
- 2009: Plus (Kontor Records)
- 2013: Keep Control Remixes (Kontor Records)
- 2013: Flames Get Higher (Kontor Records)
- 2016: Cupid (Kontor Records)
- 2016: Twist in My Sobriety (Kontor Records)
- 2018: Amplify
- 2018: Let Go
- 2018: Good Enough
- 2018: Somewhere Beyond the Sea
- 2019: Top of the World
- 2020: Keep Control (Artbat Remix)
- 2020: Chasing the Light
- 2021: On My Mind
- 2021: Trusting You
- 2023: Never Die

### Remixe
- 2001: Birdie – Movin to That (Sono’s Birdcage Mix)
- 2002: Rammstein – Mutter (Sono’s Inkubator Mix)
- 2004: Markus Gardeweg – 25 Years (Sono Break Da 80’s Mix)
- 2004: Schiller mit Heppner – Leben … I Feel You (Sono’s Ghost of the Past Mix)
- 2005: Ich + Ich – Umarme mich (Sono Remix Short)

## Auszeichnungen
- Keep Control: Billboard: 2001 Year-End Chart-Toppers „Top Hot Dance Club Play Singles“ #01